# وبرشتدت
وبرشتدت (به آلمانی: Weberstedt) یک شهر در آلمان است که در اونستروت-هاینیش واقع شده‌است. وبرشتدت ۵۹۳ نفر جمعیت دارد.